# It’s Dark and Hell Is Hot
It’s Dark and Hell is Hot — дебютный студийный альбом американского рэпера DMX, выпущенный 19 мая 1998 года на лейблах Ruff Ryders Entertainment и Def Jam Recordings. В альбом вошли четыре сингла: «Get at Me Dog», «Stop Being Greedy», «How's It Goin' Down» и «Ruff Ryders Anthem», на которые также были сняты видеоклипы. Альбом считается «классикой» многими фанатами хип-хопа и критиками. Альбом записывался с сентября 1996 по январь 1998 года

## Об альбоме

### Стиль
При записи альбома DMX сотрудничал с такими продюсерами, как Irv Gotti, P.K., Dame Grease и Swizz Beatz. Каждый из них сделал особенные инструменталы к песням. Особенную «готическую» музыку к песням из It’s Dark and Hell Is Hot сделал P.K; тематикой многих из них является насилие. DMX широко известен из-за своего голоса: грубого, похожего на собачий лай или рык, который слышен на протяжении всего альбома. Многие песни из It’s Dark and Hell Is Hot содержат мрачные и жестокие тексты с упоминанием о жестокости и насилии. По сравнению с такими песнями, как «Intro» или «X-Is Coming», треки «Ruff Ryders’ Anthem» и «How’s It Goin’ Down» имеют гораздо более мягкую тематику. Также на альбоме имеются различные философские и вдумчивые темы в таких песнях, как «Let Me Fly», «For My Dogs» и некоторых других.

### Лирические темы
It’s Dark and Hell Is Hot известен такими жестокими песнями как «Intro», «X-Is Coming», и другими. Также в альбоме описывается тяжелое прошлое DMX, о котором повествуют, например, песни «Look Thru My Eyes» и «Let Me Fly». Также присутствуют темы любви, ненависти и бога. В отличие от других хип-хоп-альбомов, на пластинке DMX присутствуют молитвы и общение с Богом.
Критик Rolling Stone, Майлз Маршалл Льюис, процитировал такие строки из песни «X-Is Coming» «Если у тебя есть дочь старше пятнадцати лет, я изнасилую её/ Возьму её на полу гостиной, прямо здесь, у тебя на глазах/ А потом спрошу тебя серьёзно: Что ты хочешь сделать?». В своём ответе на содержание альбома Майлз Маршалл Льюис ответил: «Даже в направлении хардкор-рэпа DMX выходит за бледные рамки». Некоторые из наиболее насильственных песен DMX, вдохновлённых ужасом, преступностью и хардкором, позволили рэперу создать стиль, который позже начал доминировать в части рэп-индустрии. Примером этого стали ранние не издававшиеся песни «Gotti Style» (с участием Ja Rule), «Read About It» (с участием Ja Rule), многие неизданные фристайлы.

## Рецензия
Отзывы критиков в основном были положительны. На Allmusic отметили: «В отличие от многих других хардкор-рэперов, DMX создаёт „агрессивную ауру“, даже если молчит». Критики назвали альбом одним из самых лучших хардкор-альбомов в хип-хопе. DMX был высоко оценен за образы и лирику альбома.
It’s Dark and Hell Is Hot имел коммерческий успех, разойдясь тиражом более четырёх миллионов копий по всему миру. В первую неделю было продано 251 000 копий, и альбом дебютировал на первом месте в чарте Billboard 200. 18 декабря 2000 года был сертифицирован как 4-х платиновый Американской ассоциаций звукозаписывающих компаний.

## Список композиций
| #  | Название                        | Продюсер(ы)                | Гость(и)                          | Длительность | Семпл(ы) |
| -- | ------------------------------- | -------------------------- | --------------------------------- | ------------ | --- |
| 1  | «Intro»                         | Irv Gotti and Lil' Rob     |                                   | 4:09         | - «Beyond Forever», Mtume - из фильма «Tales from the Hood»                                                                                                |
| 2  | «Ruff Ryders' Anthem»           | Swizz Beatz                |                                   | 3:34         | |
| 3  | «Fuckin' wit' D»                | P.K. and Dame Grease       |                                   | 2:18         | - «Shifting Gears», John Hammond - «Rockin' for My Hometown», K-Solo                                                                                       |
| 4  | «The Storm (Skit)»              |                            |                                   | 1:00         | |
| 5  | «Look thru My Eyes»             | P.K. and Dame Grease       |                                   | 3:50         | |
| 6  | «Get at Me Dog (K-Solo Diss)»   | Dame Grease and P.K        | Sheek Louch                       | 4:03         | - «Get The Bozack», EPMD - «Everything Good To You (Ain’t Always Good For You)», B.T. Express - «Will They Die 4 U?», Mase featuring Puff Daddy и Lil' Kim |
| 7  | «Let Me Fly»                    | Dame Grease and Young Lord |                                   | 4:12         | - «Lo Dudo», José José |
| 8  | «X-Is Coming»                   | P.K.                       |                                   | 4:18         | |
| 9  | «Damien»                        | Dame Grease                |                                   | 3:42         | |
| 10 | «How's It Goin' Down»           | P.K. and Dame Grease       | Faith Evans                       | 4:42         | |
| 11 | «Mickey» (Skit)                 |                            |                                   | 0:25         | |
| 12 | «Crime Story»                   | Irv Gotti and Lil' Rob     |                                   | 3:47         | - «Easin In», Edwin Starr |
| 13 | «Stop Being Greedy»             | P.K. and Dame Grease       |                                   | 3:37         | - «My Hero Is a Gun», Diana Ross |
| 14 | «ATF»                           | Dame Grease                |                                   | 1:56         | |
| 15 | «For My Dogs»                   | Dame Grease                | Drag-On, Big Stan, Loose & Kasino | 4:11         | |
| 16 | «I Can Feel It»                 | Dame Grease                |                                   | 4:13         | - «In The Air Tonight», Phil Collins |
| 17 | «Prayer (Skit)»                 |                            |                                   | 2:31         | |
| 18 | «The Convo»                     | Dame Grease                |                                   | 3:33         | - «Nights on Broadway» The Bee Gees |
| 19 | «Niggaz Done Started Something» | Dame Grease                | The L.O.X. & Mase                 | 5:09         | - «Mercy Mercy Me (The Ecology)», Гровер Вашингтон-младший                                                                                                 |

## Продажи и позиции в чартах
| Чарт (1998)                        | Высшая позиция |
| ---------------------------------- | -------------- |
| Канадский чарт альбомов            | 15             |
| U.S. Billboard 200                 | 1              |
| U.S. Billboard R&B/Hip-Hop альбомы | 1              |